# Brücken über den Singapore River
Zwischen 1819, als die erste Brücke über den Singapore River (ein Holzsteg) in Singapur gebaut wurde, und 2015 wurden über den Fluss 14 Brücken gebaut (beziehungsweise 17, wenn auch Marina Reservoir, wo sich heute die Mündung befindet, zum Singapore River gezählt wird). Bis 1819 konnte man den Fluss nur mit Booten und Fähren überqueren. Einige der Brücken wurden abgerissen und neu gebaut oder ihr Zweck wurde geändert (Verkehrsbrücke in Fußgängerbrücke u. ä.).

## Geschichte
Alte Aufzeichnungen aus Singapur zeigen einen einfachen Holzsteg über den Fluss aus dem Jahre 1819, der keinen Namen hatte, und als die erste Brücke in der Stadt angesehen wird. 1822 wurde der Steg durch eine ebenfalls aus Holz gebaute Brücke, die Presentment Bridge, ersetzt, aus der später (1862 und 1927) die heutige Elgin Bridge hervorging. In den Jahren darauf kamen noch weitere Brücken wie Coleman Bridge (1840), Kim Seng Bridge (1862), Cavenagh Bridge (1869) oder Read Bridge (1889) hinzu. Die jüngsten Brücken sind die Helix Bridge (2010), Bayfront Bridge (2010) und die Jubilee Bridge (2015).

## Brückenübersicht
Die Kim Seng Bridge, die heute den Singapore River (östlich der Brücke) und Alexandra Canal (westlich der Brücke, früher ein Fluss) teilt, wird allgemein als die Quelle des Singapore River angegeben. Von hier aus  bis zu der Flussmündung in die Marina Bay (Esplanade Bridge/Jubilee Bridge) befinden sich folgende Brücken:
Straßenbrücken:
- Anderson Bridge (1910)
- Coleman Bridge (1840)
- Clemenceau Bridge (1940)
- Elgin Bridge (1819/1822)
- Esplanade Bridge (1997)
- Kim Seng Bridge (1862)

Fußgänger- und Radfahrerbrücken:
- Alkaff Bridge (1999)
- Cavenagh Bridge (1870)
- Jiak Kim Bridge (1999)
- Jubilee Bridge (2015)
- Ord Bridge (1886)
- Read Bridge (1889)
- Pulau Saigon Bridge (1890 + 1997)
- Robertson Bridge (1998)

Durch die zahlreichen Projekte der Landgewinnung durch Aufschüttungen verschob sich die Mündung des Singapore River, die früher direkt an die Straße von Singapur (Singapore Strait) grenzte, ins Landesinnere. In den 1980er Jahren entstand die Bucht Marina Bay, die seit dieser Zeit – etwa hinter der Esplanade Bridge – zum Mündungssystem des Flusses gehörte. Nach und nach durch weitere Aufschüttungen entstand der Marina Channel, der durch den Bau des Dammes Marina Barrage vom Meer abgetrennt wurde und im Süßwasserbecken Marina Reservoir aufging. An einer schmalen Stelle zwischen Marina Bay und Marina Reservoir befinden sich drei Brücken, die häufig zu den Brücken über den Singapore River gezählt werden. Es sind dies:
- Helix Bridge, Fußgängerbrücke (2010)
- Bayfront Bridge, Straßenbrücke (2010)
- Benjamin Sheares Bridge, Straßenbrücke (Schnellstraße East Coast Parkway) (1981)

Insgesamt sind es 17 Brücken, die sich zwischen der Quelle des Singapore River an der Kim Seng Bridge und dem Mündungsgebiet an der Grenze Marina Bay / Marina Reservoir befinden. Neun dieser 17 Brücken stammen noch aus der Kolonialzeit.